# Palmitoylierung

Strukturformel der Palmitinsäure

Palmitoylierung ist der Prozess, bei dem Palmitinsäure (Palmitat, C16:0) an Cysteinreste in Proteinen angehängt wird. Dieses Anhängen von Fettsäuregruppen erfolgt sehr spezifisch und ist eine wichtige posttranslationale Modifikation von Proteinen.
Palmitinsäure entsteht im ersten Schritt der Lipogenese (der Fettsäuresynthese). Die Ketten können an Cysteinreste über Thioester-Verbindungen kovalent gekoppelt werden. In ähnlich ablaufenden Prozessen können  nicht nur Palmitat, sondern auch andere Fettsäuren wie Myristat (Myristoylierung), Stearinsäure oder Arachidonsäure an Proteine gekoppelt werden, weshalb S-Acylierung eine passende übergreifende Bezeichnung für diesen Prozess ist. Dennoch ist die Formulierung Palmitoylierung in der Fachliteratur weit gebräuchlicher. Die beteiligten Enzyme sind zum Großteil unbekannt, es konnte aber eine membrangebundene Palmitoylacyltransferase (PAT) isoliert werden, welche an diesem Prozess beteiligt ist.
Viele zelluläre und virale Proteine, die mit der Zellmembran assoziiert sind, werden palmitoyliert. Die Funktion der Palmitoylierung dient im Wesentlichen der Lipidverankerung in der Membran. Über die Kontrolle dieses Palmitoylierungsprozesses lässt sich zusätzlich der Transport und die Lokalisation von Proteinen steuern. Beispielsweise werden palmitoylierte G-Proteine in Lipid Rafts lokalisiert oder Veränderung der Palmitoylierung von PSD-95 bewirkt eine veränderte Verteilung dieses synaptischen Proteins von Dendriten zum Axon einer Nervenzelle.